# Estação de triagem

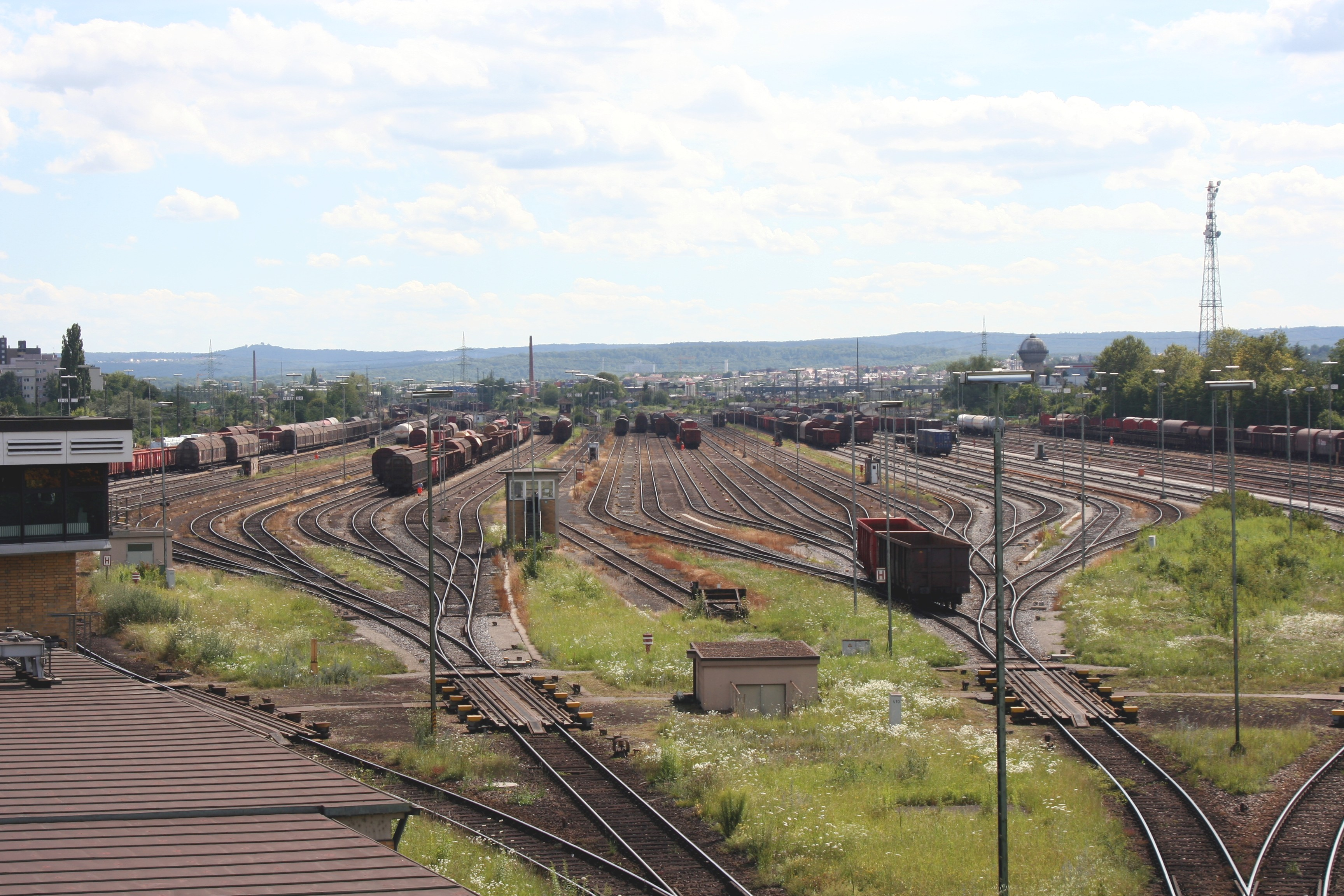
Vista de uma estação de triagem.

Estação de triagem  é um local onde se reúnem (acoplamento) ou se separam (desacoplamento) elementos (material rodante) a fim de se formar um novo conjunto. Assim fala-se na estação/local de triagem de uma central de correio, de um aeroporto, ou dos detritos caseiros .

## Combóios
No transporte ferroviário, uma estação de triagem  (em francês:  gare de triage - na Belgica: Gare de formation) serve na preparação de um comboio de mercadorias para o que se reúne os vagões ou um comboio de passageiros formado por carruagens (português europeu) ou carros (português brasileiro).

### Tipos
Fundamentalmente existem dois tipos de estações de triagem:
- a triagem plana onde a locomotiva vai e vem, deixando vagão-por-vagão na devida linha,
- a triagem com rampa onde a locomotiva se limita a deixar o vagão no princípio da rampa, e é a força da gravidade que provoca a sua deslocação até á devida via.

### Gares de triagem
A maior estação de triagem do mundo é a Bailey Yard nos EUA com duas extremidades e 64 + 50 vias de partida no Nebrasca . 

A segunda é a Maschen  Rbf (Rangierbahnhof, pour triagem em alemão) a Sul de Hambourg, (64 + 48 vias de partida). Um dos videos na «Maschen  Rbf». Visitado: Fev. 2014.

### As maiores
As maiores gares de triagem por país 
| País       | Localidade                             | Vias de partida |
| ---------- | -------------------------------------- | --------------- |
| EUA        | Bailey Yard                            | 64 + 50         |
| Alemanha   | Maschen Rbf                            | 64 + 48         |
| Inglaterra | Ashford (Kent)                         |                 |
| Bélgica    | Anvers: Vormingstation Antwerpen-Noord | 40 +56          |
| Espanha    | Vicálvaro-CSF - Madrid                 | 30              |
| França     | Gare de Villeneuve-Triage              | 48              |
| Itália     | Orbassano à Turin e Milan Smto         |                 |
| Luxemburgo | Bettembourg-Triage                     | 28              |
| Holanda    | Rotterdam, Kijfhoek                    |                 |
| Suíça      | Basel SBB RB à Muttenz                 |                 |

## Documentação
- Roger Henrard : La France ferroviaire vue du ciel. L'Est, le Sud-Est et le Sud-Ouest 1960 - 1972. Paris : La Vie du Rail, 2003. ISBN 2-915034-16-8.